# Trichopsychoda hirtella
Trichopsychoda hirtella is een muggensoort uit de familie van de motmuggen (Psychodidae). De wetenschappelijke naam van de soort is voor het eerst geldig gepubliceerd in 1919 door Tonnoir. Het is de enige bij ons voorkomende motmug waarbij de vleugelharen ook op het membraan tussen de vleugeladers staan, bij alle andere soorten staan de haren uitsluitend op de aders.